# Piper ixocubvainense
Piper ixocubvainense är en pepparväxtart som beskrevs av Standley & Steyerm.. Piper ixocubvainense ingår i släktet Piper och familjen pepparväxter. Inga underarter finns listade i Catalogue of Life.